# Bạc sulfadiazin
Bạc sulfadiazine, được bán dưới tên thương mại là Silvadene cùng một số cái tên khác, là một loại kháng sinh bôi tại chỗ. Chúng có thể được sử dụng với độ dày khác nhau cho vùng da bị bỏng để ngăn ngừa nhiễm trùng. Các bằng chứng thực nghiệm đã cho thấy rằng kháng sinh khác có hiệu quả hơn và do đó việc sử dụng chất này không còn được khuyến cáo.
Các tác dụng phụ thường gặp có thể kể đến như ngứa và đau tại chỗ sử dụng. Các tác dụng phụ khác có thể có như mật độ tế bào bạch cầu thấp, phản ứng dị ứng, đổi màu xám xanh da, ly giải tế bào hồng cầu hoặc viêm gan. Nên thận trọng hơn khi sử dụng thuốc cho những trường hợp bị dị ứng với các sulfonamide khác. Thuốc không nên được sử dụng ở phụ nữ có thai, những người gần đến giai đoạn chuyển dạ. Chúng cũng không được khuyến cáo sử dụng cho trẻ em dưới hai tháng tuổi.
Bạc sulfadiazine được phát hiện vào những năm 1960. Nó nằm trong danh sách các thuốc thiết yếu của Tổ chức Y tế Thế giới, tức là nhóm các loại thuốc hiệu quả và an toàn nhất cần thiết trong một hệ thống y tế. Chúng có sẵn dưới dạng thuốc gốc. Ở các nước đang phát triển, chi phí bán buôn từ 0,004 đến 0,072 USD / gram. Tại Hoa Kỳ, một quá trình điều trị thường có giá ít hơn 25 USD.